# 1107 작전
1107 작전은 미얀마 내전 시기인 2023년 11월 7일부터 미얀마 국민통합정부 및 4K 동맹 내 카렌니 민족해방전선, 카렌니군, 카렌니 민족방위군이 미얀마 따머도에 맞서 개시한 작전으로, 미얀마 북부에서 민족통합정부와 다른 반군들이 진행 중인 1027 작전을 지원하기 위해 계획되었다. 작전 주요 진행 지역은 꺼야주이며, 2023년 11월 기준으로 민족통합정부와 4K 동맹은 태국-미얀마 국경지역에 위치한 메세와 롸잉꼬 대학을 점령했다.

## 작전
1107 작전은 2023년 11월 7일 판테인을 포함한 꺼야주의 메세 군사기지가 카렌니군에 의해 점령되면서 시작되었다. 많은 무기들이 반군에 의해 탈취되었다. 카렌니군은 4명의 사망자를 냈다고 주장한 반면, 70명의 군사기지 군인들이 이 공격으로 사망했다고 전해진다. 11월 10일 키렌니 민족보위군은 꺼야주의 주도인 롸잉꼬 인근의 전투구역에서 K-8W 훈련기를 격추시켰다고 주장했다. 그러나 떠마도는 이 항공기가 기술적인 문제를 겪었다고 주장했다.
11월 11일, 꺼야주의 주도인 롸잉꼬에 대한 공격이 시작되었다. 카렌니 민족방위군과 카렌니군을 포함한 다양한 반군 단체들은 이 작전을 "1111 작전"으로 명명한 뒤 작전을 개시했다. 카렌니 민족방위군은 작전 첫날인 11월 11일 롸잉꼬 근처의 동꺼야에서 미얀마 정부군 소속 전투기가 추락하자 이를 자신들의 소행이라고 주장했다. 정부군 소식통은 그것이 적의 포화에 의해 추락한 것인지 아니면 기술적인 결함에 의해 추락한 것인지 불분명하다고 말했다.

## 같이 보기
- 1027 작전
- 1111 작전